# Медаль Святого Олафа
Медаль Святого Олафа – государственная награда Королевства Норвегия.

## История
Медаль Святого Олафа была учреждена королём Норвегии Хоконом VII 17 марта 1939 года для награждения граждан в знак признания их выдающихся заслуг по распространению информации о Норвегии за рубежом, а также укрепления связей между норвежцами, проживающими за границей и их родиной.

## Положение
Медаль носится на левой стороне груди на ленте цветов ордена Святого Олафа. В случае награждения в военное время на ленту крепится металлическая накладка в виде дубовой ветви.
| Планки к награде        | Планки к награде |
| ----------------------- | ---------------- |
| Медаль с дубовой ветвью | Медаль           |

## Описание
Медаль круглой формы из серебра.
Аверс несёт на себе профильный портрет царствующего монарха. По окружности надписи: вверху – имя правящего монаха, внизу – девиз правящего монарха.
На реверсе – в центре крест Святого Олафа наложенный на две секиры. На реверсе гравируется порядковый номер вручаемой медали.
В верхней части медали припаяно звено в виде коронованной монограммы правящего монарха. К короне прикреплено кольцо, при помощи которого медаль крепится к ленте.

## Галерея

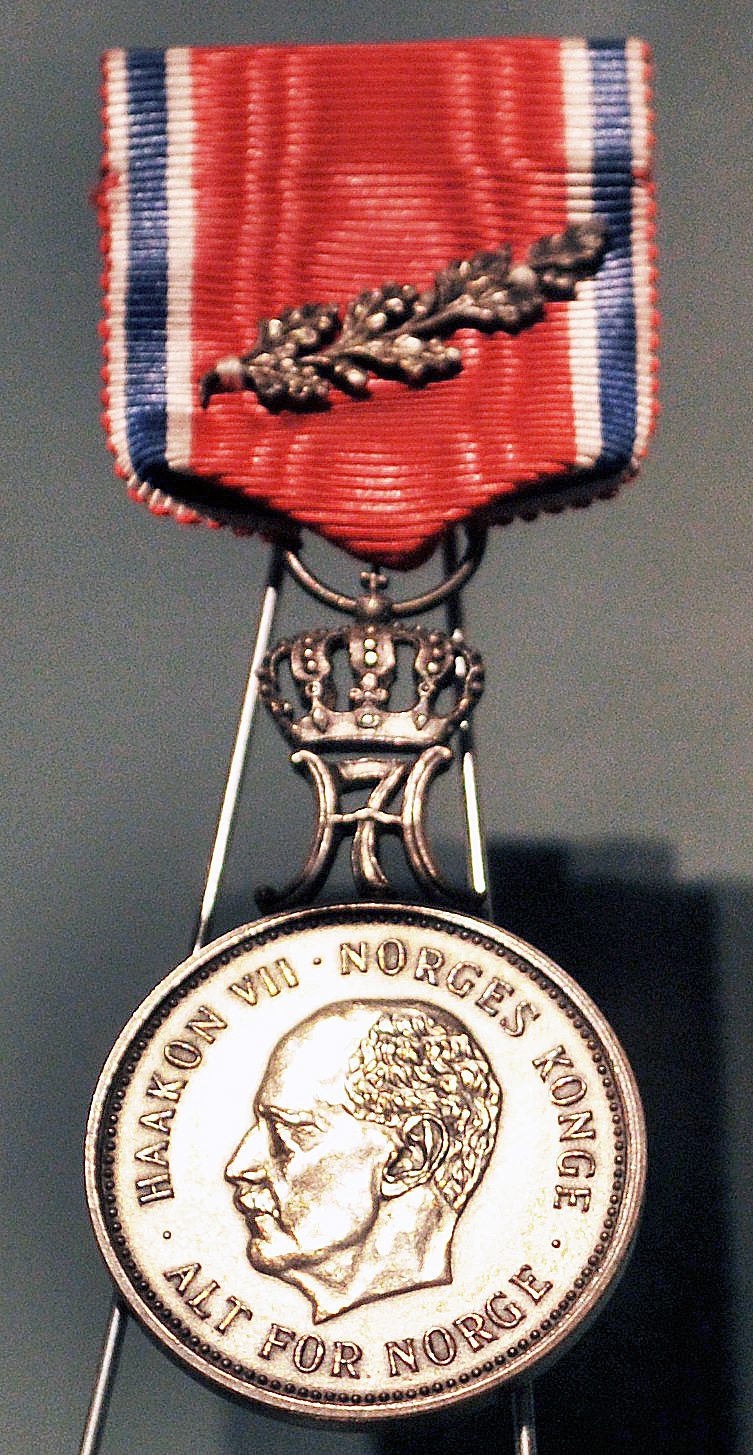
Медаль с дубовой ветвью периода правления Хокона VII
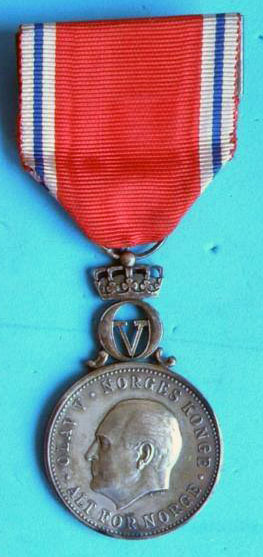
Медаль периода правления Олафа V